# Plectrocnemia galloisi
Plectrocnemia galloisi là một loài Trichoptera trong họ Polycentropodidae. Chúng phân bố ở miền Cổ bắc.